# Charles Curtis (botanicus)
Charles Curtis (1853 – 23 augustus 1928) was een Brits botanicus en plantenverzamelaar. In dienst van Veitch and Sons verzamelde hij van 1878 tot 1884  specimina in Mauritius, Madagaskar, Borneo, Sumatra, Java en de Molukken. Hierna vestigde hij zich in Penang, waar hij de eerste opzichter werd van de Botanische Tuinen van Penang.
- International Standard Name Identifier: 0000 0003 8715 6077
- Nederlandse Thesaurus van Auteursnamen: 343046393
- Virtual International Authority File: 280015352
- WorldCat: E39PBJmTr9VTYqCkDCjmQ8jgrq